# Cardabiodon
Cardabiodon (лат.) — род ископаемых акул из монотипического семейства Cardabiodontidae отряда ламнообразных, живших во времена верхнемеловой эпохи (сеноманский век).

## История изучения и классификация
Первый известный вид, принадлежащий к роду — Cardabiodon ricki — описан в 1999 году Микаэлем Сиверсоном по зубам и хрящам из отложений сеноманского яруса западной Австралии. Тогда же Сиверсон выделил этот род в новое семейство Cardabiodontidae, куда также отнёс ранее описанный род Parotodus. Позже принадлежность второго рода, известного по эоценовым и олигоценовым отложениям, к семейству Cardabiodontidae была опровергнута. В 2005 году по туронским отложениям (также верхний мел) из бедлендов Монтаны был описан новый вид Cardabiodon venator (видовое название переводится с латыни как «охотник», отражая представление об этом виде как о хищнике, находящемся на самой вершине пищевой цепи). Потенциальный третий вид был описан в 2013 году по верхнемеловым (по всей вероятности, туронским) отложениям в Канзасе.
В то же время на сайте Paleobiology Database на январь 2018 года в род включают всего 1 вымерший вид — Cardabiodon ricki Siverson, 1999.

## Описание
Представители рода Cardabiodon были крупными акулами; на сайте Западноавстралийского музея сообщается, что вид C. ricki, представленный экземплярами длиной до 7 метров, был крупнейшим видом акул в середине мелового периода (Сиверсон и соавторы позже указывают для этого вида среднюю длину тела 5,3—5,5 м). Для наиболее крупного известного экземпляра C. venator длина тела оценивается примерно в 5 метров. Длина тела для возможного третьего вида, описанного в 2013 году, была меньше — от 2,5 до 3,8 метра.
Хотя род Cardabiodon роднит с другими ламнообразными наличие радиальных пластинок в теле позвонка и морфология набора зубов, окаменелые зубы акул этого рода обладают рядом особенностей, отличающих их от зубов остальных ламнообразных. Зуб кардабиодона имеет массивный, толстый корень, хорошо выраженные корневые половины и округлый дуговидный корневой вырез. Питающее отверстие на корне округлое, иногда их несколько. Коронка заострённая, у передних зубов прямая, у боковых, особенно верхних, очень сильно загнутая (у верхних внутрь, у нижних наружу у C. ricki и только наружу у C. venator). У главного зубца коронки хорошо выраженные режущие края, что необходимо при охоте на добычу, которую нельзя проглотить целиком. Латеральные (боковые) зубцы небольшие, конусовидного или конусовидно-ножевидного типа, между зубцами и основной коронкой эмаль часто собрана в складки. Передне-боковые зубы нижней челюсти сильно увеличены по сравнению с передними или задне-боковыми, что Сиверсон называет одной из ключевых характеристик кардабиодонтид как семейства. Также отличительной чертой кардабиодонтид является круглая в сечении сердцевина позвонка с очень мощным известковым телом и ярко выраженными радиальными пластинками (концентрические пластинки отсутствуют).

## Палеоэкология
Останки акул рода Cardabiodon известны до, во время и после сеноманско-туронского климатического оптимума — в Западной Австралии, Кенте (Великобритания), Альберте (Канада), штатах Аризона, Монтана и Канзас в США, а также предположительно в Казахстане и Поволжье (Россия). Таким образом, распространение рода носило глобальный характер, но при этом ни одна из известных локаций в соответствующий геологический период не располагалась в тропиках: средняя температура поверхности воды в этих регионах в это время, по оценке, сделанной в 2010 году, могла составлять от 17,5 °C (для локации в Альберте) до 22,5 °C (в Австралии). При этом наиболее северная из локаций (в Альберте) геологически соответствует эпохе с наиболее тёплым климатом. Исходя из этих фактов, делается вывод об антитропическом ареале видов, входящих в этот род; распространение из Южного полушария в Северное могло происходить вдоль более холодных изотерм в периоды с более суровым климатом.
По оценкам исследователей, акулы рода Cardabiodon обитали в прибрежных водах на глубинах до 50 м и были быстрыми пловцами. Продолжительность жизни для этих рыб составляла больше 13 лет, зрелости они достигали к 5—7 годам.